# 斯托米·丹尼尔斯
史蒂芬妮·格雷戈里·克利福德（英語：Stephanie Gregory Clifford，1979年3月17日—）是一名美国女性色情演員、脫衣舞孃、編劇以及電影導演，藝名斯托米·丹尼爾斯、斯托米·沃特斯（英語：Stormy Waters）与斯托米。丹尼爾斯2000年時從事街頭舞蹈工作，2002年5月加盟邪惡影像開始豔星路程。2005年開始參演電影，目前也有開展接拍成人電視系列劇。她是在2009年因揚言競選美國2010年參議會選舉而獲得廣泛關注，她是一名共和黨員。
斯托米·丹尼爾曾自稱與美國總統川普有過性關係（2006年7月在內華達州），川普的代理律師科恩支付了13萬美元封口費。

## 职业生涯
早在17岁的时候，丹尼尔斯就已经朋友的脱衣舞俱乐部做“嘉宾表演”，这是她第一次表演。随后她在巴吞鲁日的黄金夜总会（Gold Club）跳脱衣舞赚钱，2000年9月成为大陆剧场经纪公司（Continental Theatrical Agency）的头牌艺人。她的艺名“斯托米·丹尼尔斯”（Stormy Daniels）出自她最喜欢的美国摇滚乐队克魯小丑樂團，该乐队的贝斯手尼基·西斯的女儿就叫Storm。
2004年，丹尼尔斯爆冷拿下《AVN》杂志的最佳新星奖。之前她和同样有望拿下该奖的杰西·簡打赌，看看谁会拿下该奖，并以500美金作为赌注。2004年起，她在成人电影工作室邪恶影像担任导演。
丹尼尔斯与兰迪·斯皮尔斯、朱利安·米勒（Julian Miller）和布伦登·米勒等人有过合作，其中布伦登剪辑了丹尼尔斯半数的电影，并在日后与丹尼尔斯喜结连理。2014年1月18日，丹尼尔斯入选AVN名人堂，同年4月16日入选XRCO名人堂。她在同年执导的电影赢得了AVN大奖14项提名，其中她与布伦登·米勒在弗朗索瓦·克鲁索（François Clousot）的《初夜》（First Crush）中的表演拿下了最佳安全性爱戏提名。
2018年，丹尼尔斯启动“让美国再次饥渴”（Make America Horny Again）脱衣俱乐部巡演。2018年5月23日，加州西好莱坞政府向丹尼尔斯颁发纪念钥匙，并将当天定为“斯托米·丹尼尔斯日”。

### 竞选生涯
2010年4月6日，丹尼尔斯宣布代表共和党参加同年的路易斯安那州参议员选举。然而到了4月15日，她宣布退出竞选，理由是无法承担竞选费用，也认为媒体没有认真看待她的竞选资格。

## 与特朗普的官司
据《华盛顿邮报》2018年5月报道，2016年美國總統選舉投票前夕，共和党候选人唐納·川普私人律师迈克尔·科恩向丹尼尔斯支付13万美金的封口费，要求她不公开2006年与特朗普的性丑闻。报道公开后，特朗普的发言人予以否认，指控丹尼尔斯撒谎。科恩否认特朗普和丹尼尔斯有外遇，但承认于2016年私底下向丹尼尔斯支付了13万美金。
2018年3月6日，丹尼尔斯向特朗普发起诉讼，指控特朗普的律师科恩试图对她进行恐吓，“吓得她不敢说话”。丹尼尔斯称涉及婚外情的保密协议无效，因为特朗普没有亲自签字。次日，科恩启动单方面的仲裁流程，据称导致法庭向丹尼尔斯发出禁制令，禁止她披露涉及保密协议的“机密信息”。然而这项法庭命令本该属于机密，不知为何为泄露出去，尽管丹尼尔斯的律师称命令是假的。
2018年3月25日，丹尼尔斯接受CBS新闻节目《60分钟》专访，称自己与特朗普有过一次性爱经历，之后她在年幼的女儿面前遭人威胁，她在压力之下被迫签署保密协议。
2018年4月9日，联邦调查局探员突袭了科恩的律师事务所，检获大量电子邮件、传真及商业文件，涉及多个事件，包括丹尼尔斯的事情。
2018年4月30日，丹尼尔斯再向特朗普发起诉讼，指控特朗普诽谤。案件起源于特朗普在Twitter上称丹尼尔斯捏造了被人威胁的事情。2018年10月，法庭以违反《美国宪法第一修正案》为由驳回案件，丹尼尔斯随后提出上诉，2020年8月再被驳回。
2018年8月，科恩与检察官达成認罪協商，承认在“候选人（特朗普）的指挥下”向丹尼尔斯支付封口费，“主要目的是影响选情”。2018年9月，科恩向丹尼尔斯提出撕毁保密协议，条件是丹尼尔斯退还13万美金的封口费。代表律师表示特朗普既不会履行保密协议，也不会反驳丹尼尔斯称协议无效的说法。
2023年3月18日，特朗普表示自己将于下周二（21日）被逮捕，呼吁支持者发动抗议活动，以示声援。消息指纽约曼哈顿地区检察官一直就丹尼尔斯的案件研究对特朗普的控罪。
2024年4月15日，案件正式开庭审理，庭审程序持续八个星期，期间检方一共传唤了20名证人，辩方传唤了2名证人。2024年5月30日，陪审团裁定特朗普34项一级伪造商业记录罪全部有罪，特朗普成为美国史上第一位被定罪的前总统。法院于2024年7月11日量刑。

## 作品

### 電影

#### 演出
- 《盜墓迷城之永恆詛咒》（Curse Eternal）[2010年]
- 《性愛治療師》（Sex Thereby）[2010年]
- 《緣何分手》（What went wrong）[2010年]
- 《獵食者3》（Predator 3）[2009年]
- 《今夜不設防之Stormy Daniels》（Stormy Tonight）[2009年]
- 《波濤洶湧》（Super tits）（4小時長片）[2009年]
- 《邪惡的屋》（House of Wicked）[2009年]
- 《Hickory Dickory Cock》（4小時長片）[2009年]
- 《生活方式》（The Lifestyle）[2009年]
- 《春宵一刻值千金》（The Price of Lust）[2009年]
- 《黑寡婦》（Black Widow）
- 《雙面人》
- 《男人四十戇居居 (美國電影)》

#### 編劇及導演
- 《打擊工作》（Whack Job）[2009年]

### 電視系列劇
- 《合約明星》（Contract Superstar）[2009 - 2010]

## 獎項

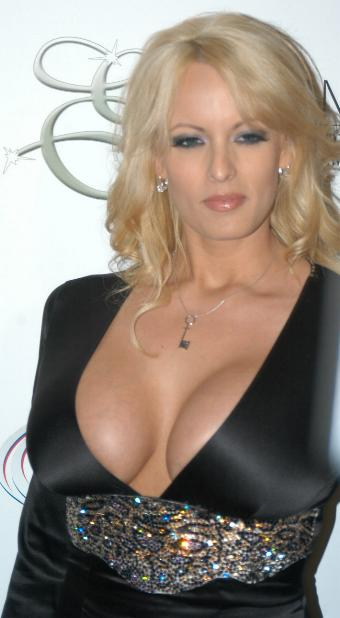
2007年於罗恩·杰里米的生日派對上

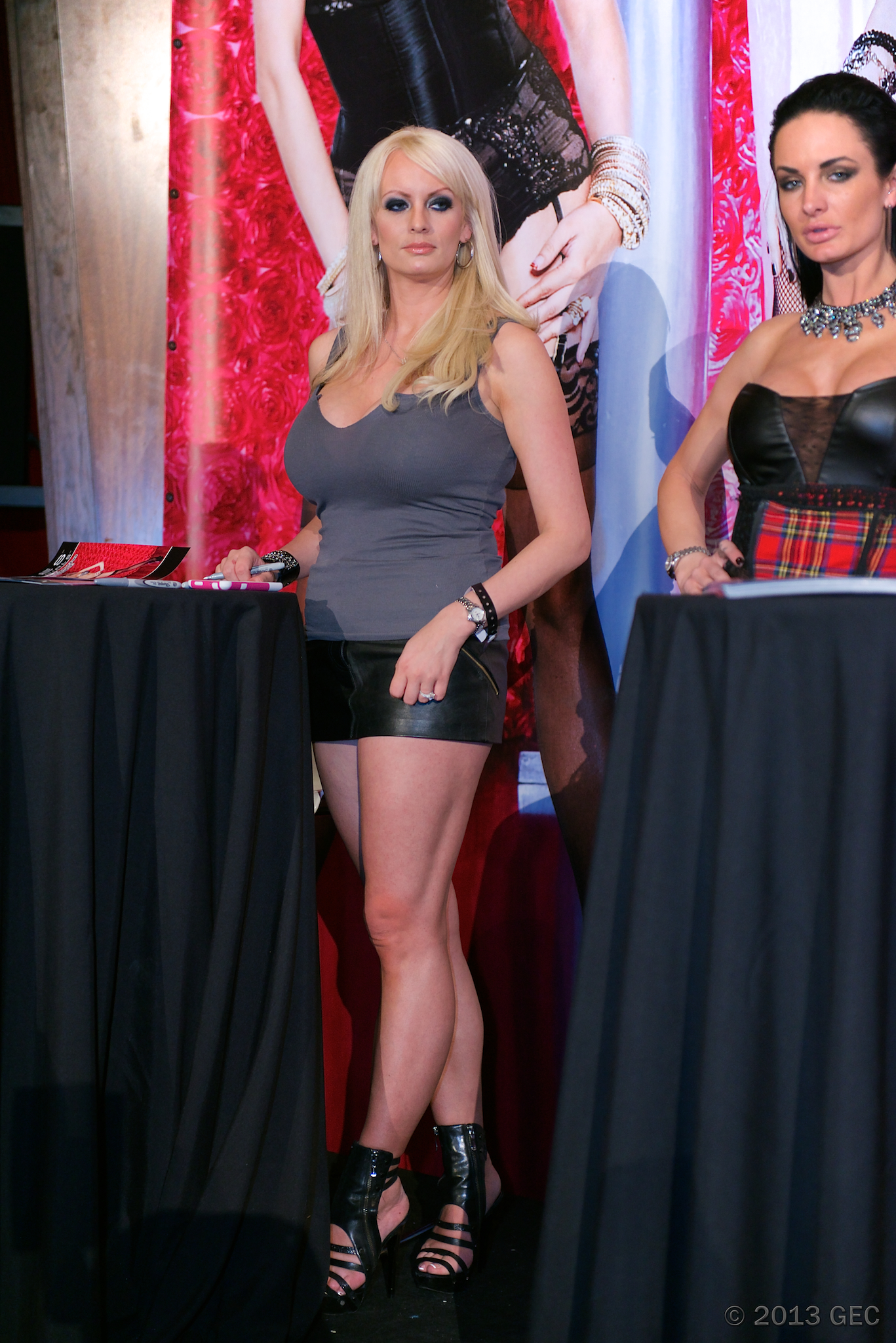
2013年於AVN成人娛樂博覽會的會場

| 年度 | 獎項                              | 類別                                             | 片名                                 |
| ---- | --------------------------------- | ------------------------------------------------ | ------------------------------------ |
| 2001 | Gold G-String Award               | Gold Medalist                                    | 不適用                               |
| 2002 | Gold G-String Award               | Gold Medalist                                    | 不適用                               |
| 2004 | Gold G-String Award               | Gold Medalist                                    | 不適用                               |
| 2004 | 成人影帶新聞獎                    | 最佳新人                                         | 不適用                               |
| 2004 | 成人影帶新聞獎                    | 最佳性喜劇                                       | Space Nuts                           |
| 2004 | 亞當電影世界指南獎                | Contract Babe of the Year                        | Wicked Pictures                      |
| 2004 | 夜遊成人娛樂獎                    | 最佳女演員                                       | 不適用                               |
| 2004 | KSEXradio Listener's Choice Award | Sexiest Babe                                     | 不適用                               |
| 2005 | KSEXradio Listener's Choice Award | Sexiest Babe                                     | 不適用                               |
| 2005 | CAVR Award                        | 年度之星                                         | 不適用                               |
| 2005 | High Society (magazine)           | Centerfold of the Year                           | 不適用                               |
| 2005 | 夜遊成人娛樂獎                    | 最佳新導演                                       | 不適用                               |
| 2006 | 成人影帶新聞獎                    | 最佳女配角（影片）                               | Camp Cuddly Pines Powertool Massacre |
| 2006 | 成人影帶新聞獎                    | 最佳編劇                                         | Camp Cuddly Pines Powertool Massacre |
| 2006 | 亞當電影世界指南獎                | 最佳性喜劇                                       | Camp Cuddly Pines Powertool Massacre |
| 2006 | 亞當電影世界指南獎                | 年度最佳跨界女演員                               | 不適用                               |
| 2006 | 成人電影評論家組織獎              | 主流成人媒體的最愛                               | 不適用                               |
| 2006 | 成人媒體與娛樂支持者獎            | 最受喜愛的乳房                                   | 不適用                               |
| 2006 | CAVR Award                        | 年度劇情片導演                                   | 不適用                               |
| 2006 | 夜遊成人娛樂獎                    | 最佳女演員 (粉絲票選)                            | 不適用                               |
| 2006 | 夜遊成人娛樂獎                    | 三獎合一（舞者/演員/導演）                       | 不適用                               |
| 2006 | Exotic Dancer Award               | 年度成人電影演員                                 | 不適用                               |
| 2006 | Temptation Award                  | 最佳女演員（影片）                               | Watching Samantha                    |
| 2007 | 成人影帶新聞獎                    | Contract Star of the Year                        | Wicked Pictures                      |
| 2007 | 成人媒體與娛樂支持者獎            | 最受喜愛的乳房                                   | 不適用                               |
| 2007 | CAVR Award                        | 最佳劇情片導演                                   | 不適用                               |
| 2007 | 夜遊成人娛樂獎                    | 最佳劇情片舞者/Entertainer (粉絲票選)            | 不適用                               |
| 2007 | 夜遊成人娛樂獎                    | 名人堂                                           | 不適用                               |
| 2007 | AEBN VOD Award                    | 年度女演員                                       | 不適用                               |
| 2007 | Gold G-String Award               | Grand Prize Winner                               | 不適用                               |
| 2007 | 閣樓                              | 閣樓寵物列表                                     | 不適用                               |
| 2008 | 亞當電影世界指南獎                | 年度女演員                                       | 不適用                               |
| 2008 | 亞當電影世界指南獎                | 最佳DVD                                          | Operation Desert Stormy              |
| 2008 | 亞當電影世界指南獎                | Best Sex Comedy                                  | Operation Desert Stormy              |
| 2008 | 成人影帶新聞獎                    |                                                  | Operation Desert Stormy              |
| 2008 | Crossover Star of the Year        | 不適用                                           |                                      |
| 2008 | Crossover Star of the Year        | 成人產業獎                                       | 不適用                               |
| 2008 | 成人電影評論家組織獎              | 主流成人媒體的最愛                               | 不適用                               |
| 2008 | 成人電影評論家組織獎              | 最佳導演（劇情片）(tied with Brad Armstrong)     | 不適用                               |
| 2008 | 成人媒體與娛樂支持者獎            | 最受喜愛導演                                     | 不適用                               |
| 2008 | 夜遊成人娛樂獎                    | 最佳導演 (粉絲票選)                              | 不適用                               |
| 2008 | 夜遊成人娛樂獎                    | 最佳模仿秀/喜劇發行 (粉絲票選)                   | Operation Desert Stormy              |
| 2009 | 成人產業獎                        | Association of Sites Advocating Child Protection | 不適用                               |
| 2009 | 成人媒體與娛樂支持者獎            | 最受喜愛的乳房                                   | 不適用                               |
| 2009 | 夜遊成人娛樂獎                    | 最佳導演                                         | 不適用                               |
| 2009 | 言論自由聯盟                      | 正面形象獎                                       | 不適用                               |
| 2010 | 成人影帶新聞獎                    | 最佳包裝                                         | Operation Tropical Stormy            |
| 2012 | 夜遊成人娛樂獎                    | 最佳導演                                         | 不適用                               |
| 2013 | Exxxotica                         | 年度導演                                         | 不適用                               |
| 2014 | 成人影帶新聞獎                    | 成人影帶新聞獎名人堂名單                         | 不適用                               |

## 外部連結
- 官方网站
- 斯托米·丹尼爾的X（前Twitter）
- 斯托米·丹尼爾在互联网电影资料库（IMDb）上的資料（英文）
- 斯托米·丹尼爾在網際網路成人電影資料庫
- 成人電影資料庫上斯托米·丹尼爾的资料（英文）